# Jag arma mänska, ho skall skilja
Jag arma mänska, ho skall skilja är en psalm med text skriven av Balthasar Münter, som översattes till svenska av Johan Olof Wallin.

## Publicerad i
- 1819 års psalmbok som nr 174 under rubriken "Nådens ordning. Omvändelsen".[1]
- Den svenska psalmboken 1937, som nummer 263 under rubriken "D. Det kristna livet - 1. Kallelse och upplysning".[2]